# 工藤恭造
工藤 恭造（くどう きょうぞう、1951年1月26日 - 2021年1月24日 ）は日本の男性声優、ナレーターである。青森県出身。個人事務所 KUDO's office ゆに～く堂 代表。師匠は声優・大平透。同志社大学法学部卒業。趣味はJAZZ。

## 主要出演作品

### テレビドラマ
- 連続テレビ小説（NHK）
  - 「純ちゃんの応援歌」第17話（1988年10月21日） - 郵便局員 役
  - 「カーネーション」 - 方言指導
- 「歴史秘話ヒストリア」（NHK）

### テレビ番組
- 三枝モーニング
- 知っとこ!世界の朝ごはん(ボイスオーバー)
- 晴れるや夢街道
- 世界味クラブ
- 2011年年末特番 「欽ちゃんの日本改造化計画」
- 広島ホームテレビ 「毛利元就」の歩み 各地 歴史番組

### 教育関連
- 代々木アニメーション学院・声優科・招聘講師。
- ESPエンターテインメント・ラジオドラマ講師。
- オフィスCHK･ナレーション講師。

### ゲーム
- サイキック・ディテクティヴ・シリーズ Vol.3 Aya（降矢木和哉）
- ロックマンX8（2005年、バーン・コケコッカー、アースロック・トリロビッチ、ナレーション）
- 餓狼伝説
- KOF MAXIMUM IMPACTシリーズ（ジヴァートマ）

### その他
- 令和元年 日本の伝統 南座 歌舞伎 吉例 「顔見世興行」
- 全国高校・現代国語教科書 添付CD 2015 「平家物語」 2017 「山椒魚」
- 日本のお金のすべてを鋳造「大阪造幣局100年の歴史」
- 読売テレビ 土曜朝 「雪之丞一座」
- アニメ制作 タツノコプロ「40周年記念」
- 京都祇園祭り・京都疎水記念館館・寺院案内
- 科学館・プラネタリューム 動物園・植物園 イベント案内